# Остапчук Олександр Миколайович
Олександр Миколайович Остапчук (нар. 17 липня 1958, с. Рисв'янка, Україна) — український педаґоґ, громадсько-політичний діяч. Відмінник освіти України (1991).Заслужений працівник освіти України(2018р.)

## Життєпис
Олександр Миколайович Остапчук народився 17 липня 1958 року в Рисв'янці Рівненського району Рівненської області, тоді УРСР.
Закінчив Тернопільський педагогічний інститут (1979, нині національний університет).
Працював учителем у Свобідській ЗОШ (1979—1985, Берегівського району Закарпатської області).
Від 1985 — в м. Тернополі: інженер автобази «Турист», згодом — на авторемонтному заводі; 1986—1991 — вчитель трудового навчання; 1991—1993 — заступник директора з виховної роботи в ЗОШ № 22, 1993—2006, від 2012 — директор ЗОШ № 6.

## Громадсько-політична діяльність
Член Соціалістичної партії України. У 2002 році балотувався в депутати від Соціалістичної партії України по одномандатному виборчому округу № 164. Довірена особа кандидата на пост Президента України Олександра Мороза на виборах Президента України 2004 року в територіальному виборчому окрузі № 166.
У 2006—2012 — начальник управління освіти Тернопільської міської ради.
Депутат Тернопільської міської ради у 200?—200? та 2014—2015 роках.
Член наглядової ради Тернопільського національного педагогічного університету імені Володимира Гнатюка.

## Нагороди
- Відмінник освіти України (1991).
- «Людина року» на Тернопільщині (2003)[5].
- «Кращий директор школи на Тернопільщині» в обласному турі всеукраїнського конкурсу «Учитель року-2014» (2013)[6]
- Має галузеві нагороди.